# Mariaprocessie (Lebbeke)

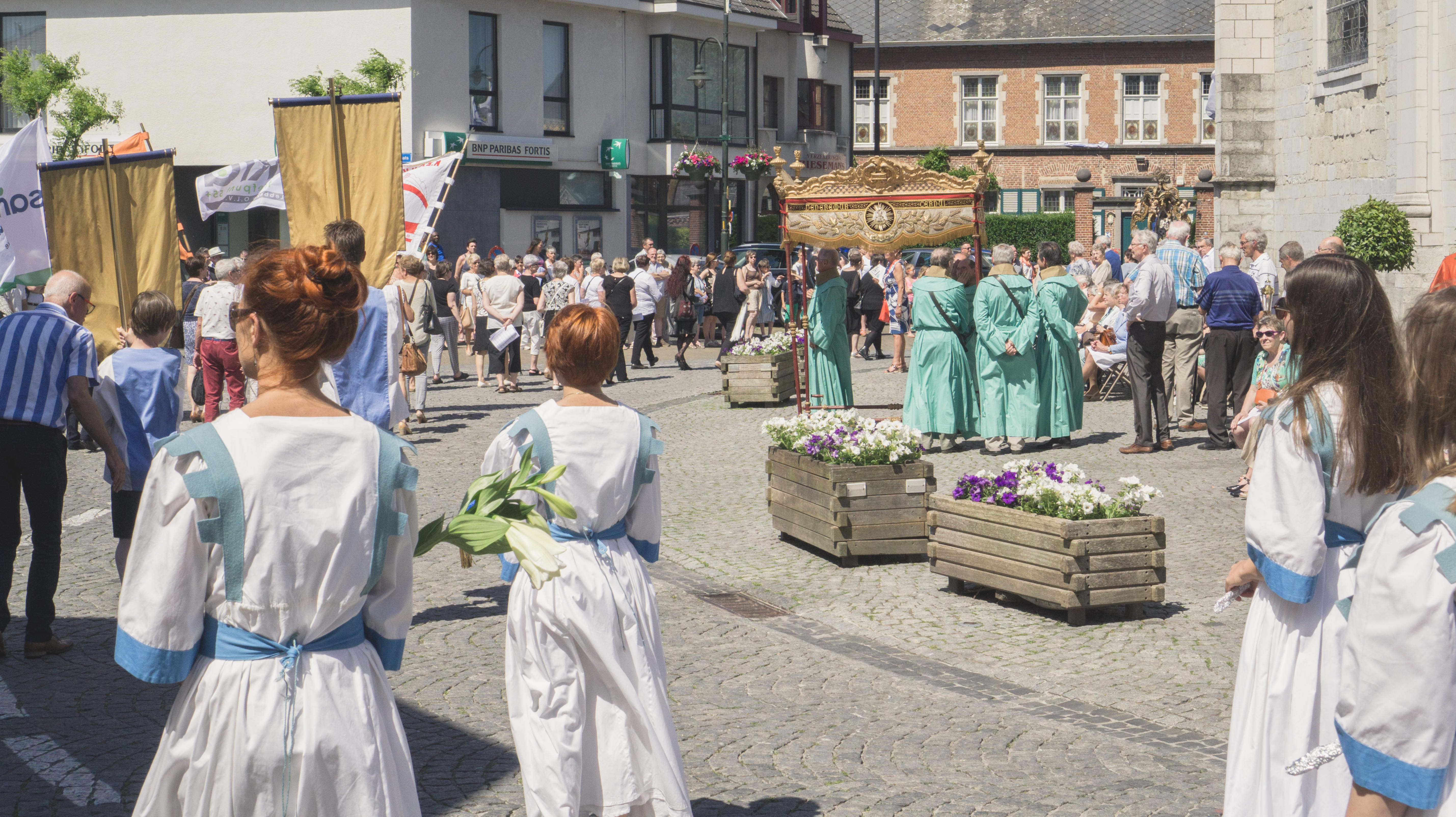
Mariaprocessie te Lebbeke

De Mariaprocessie is een processie die in Lebbeke jaarlijks doorgaat op Hemelvaartsdag en waarbij de legende over de opbouw van de plaatselijke O.-L.-Vrouwgeboorte-kerk en Mariadevotie het centrale thema vormt. Het beeld van Onze-Lieve-Vrouw wordt doorheen de straten van Lebbeke gedragen, gevolgd door een stoet waarin wordt gebeden en waar iedereen zich vrij kan bij aansluiten. De plechtige stoet wordt afgesloten met een lof op het gemeenteplein.

## Geschiedenis
Lebbeke is het oudste bedevaartsoord gewijd aan de Maagd Maria in de provincie Oost-Vlaanderen. Al zeker sinds de 14e eeuw werd het feest van Onze-Lieve-Vrouw Geboorte er gevierd met een processie en een kermis. De Mariaprocessie ontstond in 1871 uit de bisschoppelijke bedevaarten die in het bisdom Gent naar deze gemeente georganiseerd werden en groeide uit tot een populair gebeuren in de streek. Eind 19e en begin 20e eeuw was het gebeuren van dergelijk omvang dat speciale treinen werden ingelegd om de bedevaarders naar Lebbeke te brengen.
In 2014 werd de Mariaprocessie nieuw leven ingeblazen. De processie, die in zijn huidige vorm een combinatie vormt van een bid-, boete- en sacramentsprocessie, bevat sindsdien ook modernere element zoals een dansvereniging en de muziekkapel van de plaatselijke Chiroafdeling.

## Opbouw
De processie opent met trompetters en ruiters te paard, gevolgd door Maria Moeder Gods en de vlaggen van Onze-Lieve-Vrouw van Lebbeke. Het tweede deel van de processie toont het ontstaan van de parochie en de gemeente. De vlaggen van de 12-geslachten die Lebbeke stichtten en een maquette van de Onze-Lieve-Vrouw-Geboortekerk worden rondgedragen. De derde act staat in het teken van Maria – patrones van Lebbeke. De confrérie Onze-Lieve-Vrouw van Lebbeke wandelt met het beeld Onze-Lieve-Vrouw van Lebbeke door de straten. Het laatste deel staat in het teken van het Heilige Sacrament. De Heilige Barbara, misdienaars en het Heilige Sacrament komen dan aan bod. De processie wordt aangevuld met muziek en kleinere groepen of verenigingen.

## Processiehuis
In het Processiehuis bergt men het processiemateriaal op. Het gebouw is opgericht in 1901 in een neogotische stijl. Het is gelegen aan de Onze-Lieve-Vrouwstraat.